# مصطفى الواعظ
مصطفى الواعظ (1263 - 1331 هـ / 1847 - 1913 م) هو مؤرخ ، من أهل بغداد.
هو مصطفى بن محمد أمين الأدهمي الحسيني، أبو إسماعيل الواعظ، ويسمى مصطفى نور الدين. ولد وتوفي في بغداد.
وعين مفتيا بالحلة ومدينة الديوانية.
من آثاره :
- الروض الأزهر في تراجم آل السيد جعفر( مطبوع)
- المطالب المنيفة في الذب عن الامام ابي حنيفة
- كتاب الإرشاد لمن انكر المبدأ والنبوة والمعاد
- خلاصة المقال في شد الرحال( طبع قديما)
- الروض الازهر في تراجم ال السيد جعفر.[3]
- تفسير مفردات القرأن ذكره في معجم المفسرين (معجم المفسرين 2/ 678).
- البرهان الجلي في الفرق بين الرسول والنبي والولي مخطوط في مكتبة المتحف العراقي

## إنظر أيضا
- إبراهيم الواعظ - وهو إبنه.